# 沈巷镇
沈巷镇，是中华人民共和国安徽省芜湖市鸠江区下辖的一个镇，2013年开始芜湖市鸠江区政府部分搬迁至沈巷镇，该镇东临长江，南与芜湖市一桥相连，面积228.5平方公里，人口11.83万人，下辖18个行政村和6个社区居委会。

## 历史
沈巷镇原是中国安徽省巢湖市和县下属的一个镇，位于和县最南部，东临长江，南与芜湖市裕溪口接壤。2002年，确定为安徽省27个重点示范镇之一。2004年，确定为全国重点示范镇之一。2010年，确定为安徽省江北产业集中区的起步区。2014年，评为“全国文明镇”。2018年，沈巷镇、八角村荣获安徽省第二批城乡社区协商示范点称号。在2011年地级巢湖市撤销后划归芜湖市鸠江区。

## 行政区划
沈巷镇下辖以下地区：沈巷社区、雍镇社区、裕溪社区、螺百社区、黄山寺社区、五显集社区、沈南村、迎江村、沈巷村、双坝村、八角村、安丰村、四连村、灯塔村、丰圩村、双河村、新坝村、南埂村、黄庄村、凤城村、保圩村、孙庄村、民安村和大蒋村。